# 环唇石豆兰
环唇石豆兰（学名：Bulbophyllum corallinum）为兰科石豆兰属下的一个种。

## 扩展阅读
- 維基物種上的相關：环唇石豆兰